# Jean de La Fontaine
Jean de La Fontaine, född 8 juli 1621 i Château-Thierry i Aisne, död 13 april 1695 i Paris, var en fransk författare. Han skrev såväl poesi som dramer, men är för eftervärlden mest känd som fabeldiktare.

## Biografi
La Fontaine döptes den 8 juli till Jehan. Efter teologiska studier gifte han sig 1647 med den då fjortonåriga Marie Hericart, som han senare skilde sig från. 1658 dog fadern och La Fontaine tog över dennes administrativa ämbete. La Fontaine gav ut flera fabler, dikter och noveller. 1683 valdes La Fontaine in i den franska akademien och tog plats i akademien 1684.
La Fontaines mecenat var finansministern Nicolas Fouquet och senare Marguerite de la Sablière.

## Författarskap
La Fontaine började tidigt syssla med litterär verksamhet, men han framträdde sent offentligt som författare. Hans första större publikation utgjordes av en fri översättning av Terentius’ Eunuchus (1654). Likt andra samtida skrev han vid olika tillfällen smärre dikter av den art, som då var på modet. Men han hade redan passerat 40, innan han funnit den diktart, som bäst passade honom, vilket kan förklaras därav, att den fordrar en rik fond av personlig erfarenhet och en övad blick för människolivet i alla dess skiftningar. De diktsamlingar han efter sin ankomst till Paris började utöva är av två slag: contes och fabler. De förra (Contes; 1665) står i ett bestämt sammanhang med de medeltidsfranska fabliaux inte bara genom den yttre formen, ty båda är små rimmade noveller, utan även genom den självsvåldiga frihet, som han i dem tillät sig mot anständighetens fordringar. 1664–75 utgav han av dem fyra samlingar, av vilka den sista blev genom polisorder förbjuden som osedlig. La Fontaine visar sig i dem som en kvick och underhållande berättare med ovanligt välde över formen. Ungefär samtidigt, 1668–79, utgav han sina bekanta fabler (Fables) i elva böcker, till vilka han 1692 lade en tolfte bok. Det är i dem han koncentrerat hela sin förmåga att av mestadels gamla, redan bekanta fabler göra små, fint utarbetade konstverk, i vilka man lika mycket måste beundra hans skarpa blick för människornas svagheter som det mästerskap, varmed han kort och träffande målar de mest olika situationer. Han benämner dem själv som en vittomfattande komedi i hundra akter, vilkas skådeplats är hela världen. Språket begagnar han i dem med en konstnärlighet, som ger honom en obestridd plats bland världens främsta stilister. Det anslående i hans skriftställarskap ökas ytterligare av ett behagfullt, genialt självsvåld och av den naivt humoristiska ådra, varav det genomströmmas och som gör hans fabler till det bästa uttrycket för en viss sida av det franska folklynnet, för vilket humorn inte är främmande, ehuru den endast sällan spåras inom den franska skönlitteraturen.
I svensk översättning har aldrig någon större samling av La Fontaines fabler blivit utgiven. Däremot började de tidigt så att säga sippra in i vår litteratur, dels troget återgivna på vers eller prosa, dels i bearbetningar.

## Utmärkelser
Asteroiden 5780 Lafontaine är uppkallad efter honom.

## Utgåvor på svenska
otaliga bearbetningar för barn av enstaka fabler ej medtagna
- 1794 - Biet och dufvan Fabel. Imitation efter Lafontaine i Anna Maria Lenngrens Samlade skaldeförsök
- 1797 - Berget och poeten Imitation i Anna Maria Lenngrens Samlade skaldeförsök
- 1827 - Makaria eller Herakliderna (översättning Niklas Hans Thomson)
- 1930 - Sagor och noveller (på svensk vers av Ivar Harrie, Geber) (ny utgåva 1959)
- 1963 - Fontaines och Aesops fabler (svensk text Britt G. Hallqvist, IPC)
- 1981 - Fabler (urval, inledning, anmärkning och svensk tolkning av Gustaf Holmér, Alba) ISBN 91-7458-428-6 [fransk och svensk parallelltext]